# Waldemar Daninsky
Waldemar Daninsky es un hombre lobo que Paul Naschy creó a finales de los años 60 para el guion de La marca del hombre lobo. En un principio, se pensó en Lon Chaney Jr. —que en los años 40 había interpretado a Larry Talbot, el hombre lobo de los clásicos de terror de la Universal—, pero debido a que ya estaba mayor, fue Naschy quién lo interpretó. La censura española de la época exigía que una trama así no podía ambientarse en España, así que tuvo que cambiarse la nacionalidad del personaje y la ubicación de la trama, pues al principio el personaje iba a ser asturiano y a llamarse José Huidobro.
La segunda película del personaje fue Las noches del hombre lobo, película perdida e inacabada, ya que su director, el realizador de documentales René Govar murió en un accidente de tráfico y se cree que llevaba la única copia del largometraje. Otras versiones dicen que la película quedó en el laboratorio de revelado y que, tras la muerte de Govar, no se pagaron los revelados y los dueños del laboratorio confiscaron (o incluso destruyeron) el metraje.  Aunque Naschy ha dicho que no hay posibilidad de ver el filme, hay gente que dice haberlo visto [cita requerida]. Sin embargo, la existencia de dicha película es cuestionable pues, aparte de los relatos del propio Naschy, no existen registros de un director de cine llamado René Govar ni de los supuestos actores que intervinieron en la película, a excepción del propio Naschy y de la actriz Beba Novak, cuya única película acreditada es otra película en que Naschy actuó, El vértigo del crimen (1970).    
Desde esta película, Naschy ha interpretado a Waldemar Daninsky en once ocasiones más.

## Películas
- La marca del hombre lobo (1968), de Enrique López Eguiluz
- Las noches del hombre lobo (1968), de René Govar
- Los monstruos del terror (1970), de Tulio Demicheli
- La noche de Walpurgis (1971), de León Klimovsky
- La furia del hombre lobo (1972), de José María Zabalza
- Dr. Jekyll y el Hombre Lobo (1972), de León Klimovsky
- El retorno de Walpurgis (1973), de Carlos Aured
- La maldición de la bestia (1975), de Miguel Iglesias
- El retorno del hombre lobo (1981), de Paul Naschy
- La bestia y la espada mágica (1983), de Paul Naschy
- El aullido del Diablo (1988), de Paul Naschy
- Licántropo: el asesino de la luna llena (1996), de Francisco Rodríguez Gordillo
- Tomb of the Werewolf (2004), de Fred Olen Ray

## Otros hombres lobo
Paul Naschy también ha interpretado en dos ocasiones a un hombre lobo que no era Waldemar Daninsky. En 1982 fue en el filme Buenas noches señor monstruo dirigido por Antonio Mercero, protagonizado por el grupo infantil Regaliz, y dirigido al público infantil. Naschy interpretaba en esta película al hombre lobo, al que anónimamente llaman H.L.. En este film aparecían también personajes como el doctor Frankenstein y su monstruo, Drácula y Quasimodo. En 2005 fue en el filme Um Lobisomem na Amazônia (adaptación de la novela de H. G. Wells, The Island of Dr. Moreau), dirigida por Iván Cardoso, donde interpretaba a un científico loco/hombre lobo que habita en el Amazonas.
También tuvo un cameo como hombre lobo en la película cómica Aquí huele a muerto... (¡pues yo no he sido!) protagonizada por Martes y 13 en 1990, aunque este hombre lobo era falso, en realidad se trataba del comisario de Somolskaia disfrazado.

## Waldemar Daninsky en cómic
En 2007 salió un cómic titulado Waldemar Daninsky: El retorno del hombre lobo, escrito por Paul Naschy y Javier Trujillo. El cómic está basado en la película que Naschy dirigió y protagonizó en 1981.
El 7 de noviembre de 2008 salió a la venta el segundo cómic de este personaje Waldemar Daninsky: El origen de la maldición, basada en la película que Naschy dirigió en 1983, La bestia y la espada mágica.